# Дрягунов, Юрий Павлович
Юрий Павлович Дрягунов (13 декабря 1961) — советский и российский футболист, выступавший на всех позициях в поле. Мастер спорта СССР. Сыграл более 370 матчей за волгодонский «Атоммаш», рекордсмен команды по числу матчей.

## Биография
Начал выступать на взрослом уровне в 1961 году в составе «Атоммаша» (Волгодонск). В составе клуба выступал 15 лет с перерывами (1980—1994), за это время сыграл в первенствах СССР и России 375 матчей и забил 64 гола, в основном во второй лиге.
В 1995 году выступал за «Спартак-Братский» (Южный), одновременно работал начальником команды. В 1997 году провёл последний сезон на профессиональном уровне за новую городскую команду — ФК «Волгодонск». Затем в течение нескольких сезонов выступал на любительском уровне за команды юга России. Победитель первой лиги чемпионата Ростовской области 2003 года в составе волгодонского «Атома».
Принимает участие в матчах ветеранов.